# Чёрная Речка (Сасовский район)
Чёрная Ре́чка — деревня в Сасовском районе Рязанской области России. Входит в состав Батьковского сельского поселения.

## Географическое положение
Расположена в 25 км по автодороге (часть пути занимает грунтовая дорога) к востоку от райцентра Сасово, в 2 км (по грунтовой дороге) от ближайшей железнодорожной платформы 395 км. Находится на речке Чёрной.
Ближайшие населённые пункты
— деревня Ивановка в 2,5 км к юго-востоку по лесной грунтовой дороге;

— посёлок Батьки в 6 км к юго-западу по лесной грунтовой дороге;

— деревня Таировка в 2,5 км к северу по грунтовой дороге.

## Инфраструктура
Не имеет дороги с твёрдым покрытием (ближайшая — щебёночная — в 2,5 км в деревне Таировка).

## Население
| 1914 | 1984 | 1989 | 2007 | 2010 | 2011 | 2012 |
| ---- | ---- | ---- | ---- | ---- | ---- | ---- |
| 312  | ↘120 | ↘91  | ↘19  | ↘11  | ↗28  | ↗30  |
| 2013 | 2014 |      |      |      |      |      |
| ↗32  | ↘23  |      |      |      |      |      |